# Бхарат Ратна
Бхарат Ратна (гінді भारत रत्‍न) — найвища цивільна нагорода Республіки Індія. Назва перекладається як «Коштовність Індії».

## Історія
Нагороду засновано 2 січня 1954 року засновано Бхарат Ратну разом з 3-ма класами Падма Вібхушан (з 1955 року — Падма Вібхушан, Падма Бхушан, Падма Шрі). Присуджується зазвичай громадянам Індії, проте є випадки нагородження Бхарат Ратна громадян інших країн (першим таким була Мати Тереза). Також є випадки нагородження посмертно (дозволено з 1955 року). Присуджується на знак визнання виняткового заслуг, незалежно від раси, професії, посади або статі. Створюється на монетному дворі в Колкаті.
За увесь період існування вручення нагороди було припинено 1977 року прем'єр-міністром Морарджі Десаї та 1980 року прем'єр-міністром Індірою Ганді. У 1992 році оскаржувалося вручення Бхарат Ратні, але Верховний суд 1995 році остаточно відновив її вручення. У 2011 році скасовано усі в обмеження в областях діяльності, за які присуджується ця нагорода.
Відсутній спеціальний комітет та процес з нагородження Бхарат Ратна. Вручення відбувається за рішення прем'єр-міністра, проте не більше ніж 3 осіб на рік. Прізвище одержувача публікується в «Бюлетені Індії». загалом присуджено 45 особами, з яким 12 посмертно.

## Опис
На аверсі зображено Сонце разом зі словами «Бхарат Ратна», написаних мовою деванагарі, на листі піпалу (священного фікуса). На реверсі зображено державний герб Індії з платини з девізом «Сат'ям джайат» (Лише істина тріумфує) деванагарі.

## Перелік нагороджених
- Чакраварті Раджгопалачарія, індійський політик, засновник партії Сватантра.
- Сарвепаллі Радхакришнан, 2-й президент Індії
- Чандрасекара Венката Раман, індійський науковець-фізик
- Бхагван Дас, індійський філософ та освітянин
- Мокшагундам Вішесварайя, індійський інженер, політик
- Джавахарлал Неру, 1-й прем'єр-міністр Індії
- Ґовінд Баллабх Пант, індійський політик
- Дхондо Кешав Карве, індійський соціальний реформатор
- Бідхан Чандра Рой, індійський політик, філософ, освітянин
- Пурушоттам Дас Тандом, індійський політик
- Раджендра Прасад, 1-й президент Індії
- Закір Хусейн, 3-й президент Індії
- Пандуранг Ваман Кане, індійський науковець-лінгвіст
- Лал Бахадур Шастрі, 2-й прем'єр-міністр Індії (посмертно)
- Індіра Ганді, прем'єр-міністр Індії
- Варахагірі Венката Гірі, 4-й президент Індії
- Кумарашвамі Камарадж, індійський політик (посмертно)
- Мати Тереза, католицька черниця, засновниця доброчинних місій
- Віноба Бхаве, соціальний реформатора, політичний активіст (посмертно)
- Абдул Гаффар-хан, пакистанський політик
- Марудур Рамачандран, індійський актор і політик (посмертно)
- Бхімрао Рамджі Амбедкар, індійський, політичний діяч, лідер паріїв, основний автор Конституції Індії (посмертно)
- Нельсон Мандела, президент Південно-Африканської республіки
- Раджив Ганді, прем'єр-міністр Індії (посмертно)
- Валлаббхаї Пател, індійський політичний діяч (посмертно)
- Морарджі Десаї, 4-й прем'єр-міністр Індії
- Маулана Абул Калам Азад, індійський політичний діяч (посмертно)
- Джеханґір Тата, індійський промисловець, філантроп
- Сатьяджит Рай, індійський кінорежисер
- Гулзарілал Нанда, прем'єр-міністр Індії
- Аруна Асаф Алі, індійська революціонерка (посмертно)
- Абдул Калам, 11-й президент Індії
- Мадурай Санмукхавадіву Суббулакшмі, індійська співачка
- Чідамбаран Субраманіам, індійський державний діяч
- Джаяпракаш Нараян, індійський соціальний реформатор, політик (посмертно)
- Амартія Кумар Сен, індійський економіст
- Гопінат Бордолой, індійський політик, державний діяч (посмертно)
- Раві Шанкар, індійський музика, співак
- Лата Мангешкар, індійська співачка
- Бісміллах Хан, індійський музика
- Бхімсен Джоші, індійський співак
- Чінтамані Нагеса Рамачандра Рао, індійський науковець
- Сачин Тендулкар, індійський гравець у крикет
- Мадан Мохан Малавія, індійський освітянин (посмертно)
- Атал Біхарі Ваджпаї, прем'єр-міністр Індії